# Dommage alvéolaire diffus
 (mars 2020).
Si vous disposez d'ouvrages ou d'articles de référence ou si vous connaissez des sites web de qualité traitant du thème abordé ici, merci de compléter l'article en donnant les références utiles à sa vérifiabilité et en les liant à la section « Notes et références ».

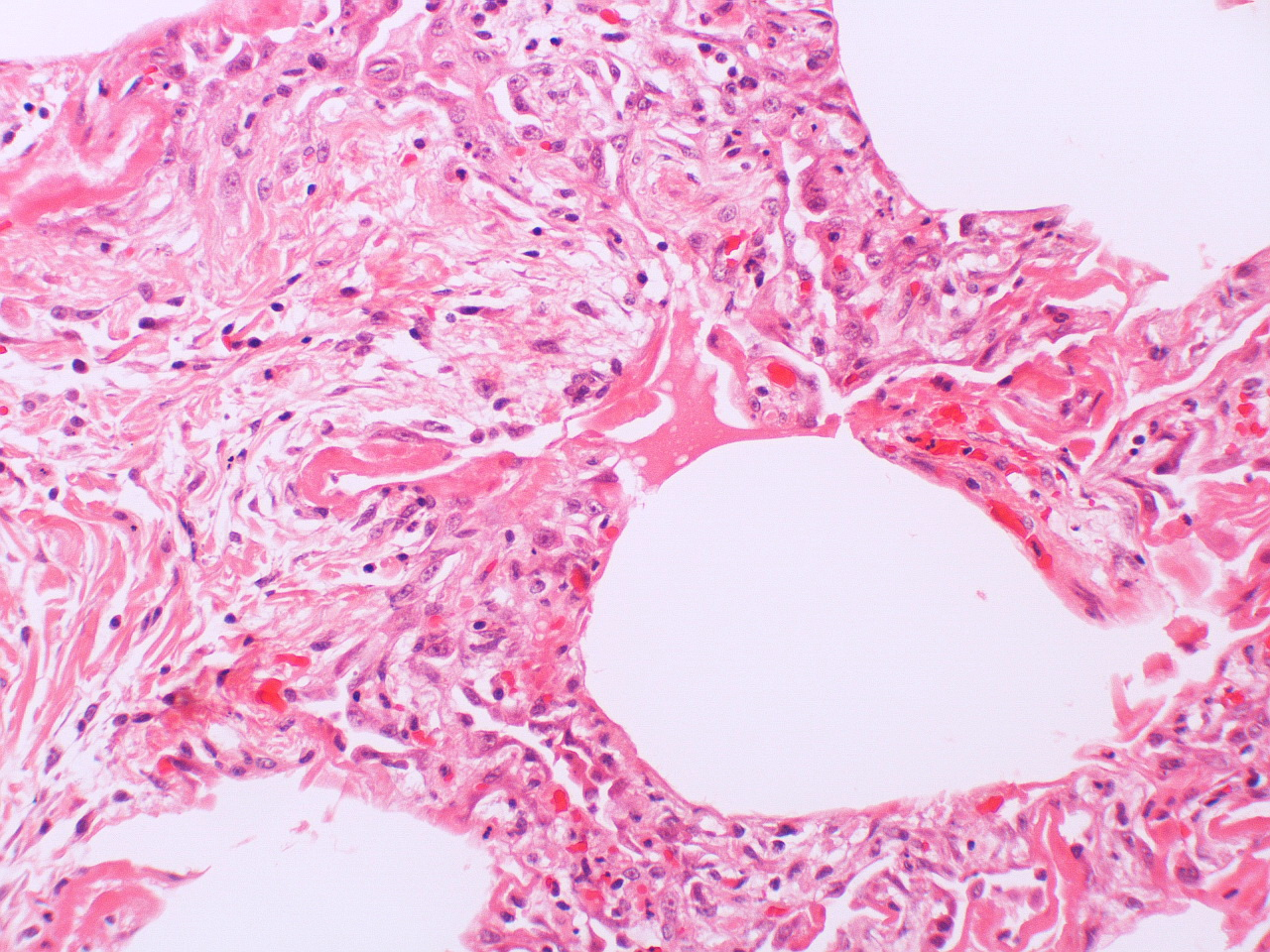
Les parois alvéolaires sont nettement épaissies par une prolifération fibroblastique étendue, accompagnée d'une légère inflammation et d'un œdème. Des vestiges d'une membrane hyaline sont visibles au centre.

Le dommage alvéolaire diffus (DAD) est un syndrome lésionnel pulmonaire observé dans le syndrome de détresse respiratoire aigüe (SDRA), dans les lésions pulmonaires aigües associées la transfusion sanguine (TRALI)  et dans la pneumonie aigüe interstitielle (AIP). Elle est proche de la maladie des membranes hyalines observée chez le nouveau-né. 

## Causes
Le dommage alvéolaire diffus peut résulter des causes suivantes :
- infection bactérienne / pneumonie bactérienne ;
- infection virale / pneumonie virale :
  - rougeole / pneumopathie rougeoleuse,
  - maladie à coronavirus  / COVID-19 ;
- agression toxique du tissu pulmonaire (paraquat) ;
- agression physique du tissu pulmonaire (surpression, blast injury) ;
- sepsis ;
- chimiothérapie ;
- connectivites[2] : lupus érythémateux disséminé, polyarthrite rhumatoïde.

## Constatations microscopiques
Le DAD se développe en plusieurs phases, :
- phase aigüe exsudative : 
  - œdème pulmonaire, œdème alvéolaire, exsudat dans les alvéoles pulmonaires,
  - infiltrat diffus neutrophilique avec hémorragie,
  - destruction des pneumocytes I ;

- phase de production des membranes hyalines :
  - les membranes hyalines sont des membranes de fibrine adhérentes à la paroi alvéolaire et diminuant l'échange gazeux, créant l'hypoxémie,
  - infiltrat inflammatoire septale lymphocytaire et histiocytaire,
  - hyperplasie et métaplasie des pneumocytes II ;

- phase chronique : phase d'organisation, de réparation et de cicatrisation : 
  - pneumonie d'organisation : réorganisation fibreuse interstitielle,
  - fibrose pulmonaire.